# جو دولان
جو دولان (بالإنجليزية: Joe Dolan)‏ (27 مايو 1980 في المملكة المتحدة - ) هو لاعب كرة قدم بريطاني في مركز الدفاع. شارك مع منتخب أيرلندا الشمالية تحت 21 سنة لكرة القدم. أما مع النوادي، فقد لعب مع برايتون أند هوف ألبيون وتشيلسي وستوكبورت كونتي ونادي كرولي تاون ونادي ليتون أورينت ونادي ميلوول ونادي بروملي ونادي كينغستونيان وهافانت أند ووترلوفيل وكانفي آيلاند وStaines Town F.C. ‏ وBasingstoke Town F.C. ‏ وكارشالتون أثلتيك وكراي واندررز ونادي فيشر أثليتيك وCroydon Athletic F.C. ‏.

## وصلات خارجية
- جو دولان على موقع قاعدة بيانات كرة القدم.إي يو (الإنجليزية)
- جو دولان على موقع Soccerbase.com (لاعب) (الإنجليزية)